# Bulgária az 1968. évi téli olimpiai játékokon
Bulgária a franciaországi Grenoble-ban megrendezett 1968. évi téli olimpiai játékok egyik részt vevő nemzete volt. Az országot az olimpián 2 sportágban 6 sportoló képviselte, akik érmet nem szereztek.

## Alpesisí
Férfi
| Versenyző     | Versenyszám      | Selejtező     | Selejtező     | Selejtező | Selejtező | Döntő    | Döntő    | Döntő    | Döntő    | Döntő      | Döntő      |
| Versenyző     | Versenyszám      | 1. futam      | 1. futam      | 2. futam  | 2. futam  | 1. futam | 1. futam | 2. futam | 2. futam | Összesítés | Összesítés |
| Versenyző     | Versenyszám      | Idő           | Hely.         | Idő       | Hely.     | Idő      | Hely.    | Idő      | Hely.    | Idő        | Helyezés   |
| ------------- | ---------------- | ------------- | ------------- | --------- | --------- | -------- | -------- | -------- | -------- | ---------- | ---------- |
| Petar Angelov | Lesiklás         |               |               |           |           |          |          |          |          | 2:18,71    | 63.        |
| Petar Angelov | Műlesiklás       | nem ért célba | nem ért célba | 57,60     | 1.        | 1:00,72  | 43.      | 58,07    | 28.      | 1:58,79    | 29.        |
| Petar Angelov | Óriás-műlesiklás |               |               |           |           | 1:59,87  | 67.      | 2:01,96  | 66.      | 4:01,83    | 64.        |

## Sífutás
Férfi
| Versenyző    | Versenyszám | Eredmény  | Helyezés |
| ------------ | ----------- | --------- | -------- |
| Petar Pankov | 15 km       | 50:54,1   | 25.      |
| Petar Pankov | 30 km       | 1:41:42,9 | 26.      |

Női
| Versenyző                                             | Versenyszám    | Eredmény  | Helyezés |
| ----------------------------------------------------- | -------------- | --------- | -------- |
| Roza Dimova                                           | 5 km           | 19:05,6   | 33.      |
| Roza Dimova                                           | 10 km          | 43:18,4   | 29.      |
| Velicska Pandeva                                      | 5 km           | 18:23,7   | 30.      |
| Velicska Pandeva                                      | 10 km          | 43:26,3   | 31.      |
| Cvetana Szotirova                                     | 5 km           | 18:27,3   | 31.      |
| Cvetana Szotirova                                     | 10 km          | 42:16,5   | 28.      |
| Nadezsda Vaszileva                                    | 5 km           | 17:58,7   | 24.      |
| Nadezsda Vaszileva                                    | 10 km          | 41:25,8   | 27.      |
| Velicska Pandeva Nadezsda Vaszileva Cvetana Szotirova | 3 × 5 km váltó | 1:05:35,7 | 8.       |